# 贝济耶区
贝济耶区（法語：Arrondissement de Béziers）是法国奧克西塔尼大區埃罗省所辖的一个区。总面积3091.2平方公里，总人口313411，人口密度101人/平方公里（2017年）。主要城镇为贝济耶。

## 辖区
贝济耶区辖有153个市镇。